# Icterus northropi
Icterus northropi (лат.) — вид воробьиных птиц из семейства трупиаловых. Эндемик Багамских Островов. В настоящее время обитают только на острове Андрос и ближайших островках.

## Таксономия
Вид, названный в честь американского зоолога Джона Исайи Нортропа (1861—1891), был описан в 1890 году и снова считается отдельным с 2010, когда несколько таксонов стали различать на основании их ДНК, оперения и песни.

## Описание
Длина тела 20—22 см. Птицы окрашены в чёрный и желтый цвета, на крыльях и хвосте имеются небольшие белые отметины. Клюв и глаза чёрные, ноги голубовато-серые. Окрас самцов и самок схож.

## Охранный статус
МСОП присвоил виду охранный статус «вымирающий» (Endangered).